# Quiliayo
Quiliayo är en ort i Mexiko.   Den ligger i kommunen Quimixtlán och delstaten Puebla, i den sydöstra delen av landet, 210 km öster om huvudstaden Mexico City. Quiliayo ligger 1 839 meter över havet och antalet invånare är 297.
Terrängen runt Quiliayo är kuperad åt nordväst, men åt sydost är den bergig. Runt Quiliayo är det tätbefolkat, med 266 invånare per kvadratkilometer. Närmaste större samhälle är Xico, 18,2 km nordost om Quiliayo. I omgivningarna runt Quiliayo växer i huvudsak blandskog.